# Chlorophytum
Chlorophytum Ker Gawl., 1807 è un genere di piante erbacee sempreverdi della famiglia delle Asparagaceae, originarie dell'Africa subsahariana.
Sono conosciute volgarmente con il nome di falangio o nastrino (o nastrina).

## Descrizione
Si presentano come un denso cespo di foglie radicali, lineari, acuminate, verdi, spesso variegate di bianco, che in primavera inoltrata produce lunghi fusti carnosi ad effetto ricadenti, su cui dopo la fioritura crescono numerosissime piantine a rosetta.
Gli ibridi coltivati come piante ornamentali hanno una caratteristica striscia bianco-crema o bianco-giallino che corre al centro delle foglie arcate. Le più conosciute sono la C. comosum con foglie verdi o variegate a margine ondulato formanti una rosetta da cui originano fusti biancastri che portano piccoli fiori bianchi. Dopo la caduta dei petali inizia la crescita di nuovi ciuffi di foglie e relative radici sugli scapi floreali dei fusti penduli; la C. laxum originaria del Ghana e della Nigeria è di piccole dimensioni con foglie di colore verde brillante, delicatamente orlate di bianco, e i fiorellini riuniti in pannocchie all'estremità dei fusti; la C.undulatum originaria del Sudafrica ha foglie strette, dure con i margini ruvidi, i fiori a spiga sono bianchi con sfumature rosso scuro.

## Distribuzione e habitat
A questo genere appartengono piante native dell'Africa. In particolare, secondo la classificazione riportata nel World Geographical Scheme for Recording Plant Distributions ("Sistema geografico mondiale per la registrazione della distribuzione delle piante"), sono presenti nell'Africa tropicale occidentale e centroccidentale, Africa tropicale orientale e nordorientale, Africa meridionale. Si trova dal livello del mare fino ai 1000 m di altitudine.

## Tassonomia
Il genere comprende circa duecento specie.

## Coltivazione
Richiede ambienti freschi, luminosi e luce solare filtrata: la mancanza di luce le fa assumere un aspetto filante, mentre un eccesso può "bruciare" le foglie.

La Chlorophytum teme il freddo, e nella stagione invernale è preferibile ripararla in ambienti con almeno 14 °C, anche se può resistere all'aperto, in un luogo riparato e ad una temperatura non inferiore ai 5 °C. D'estate si può collocarla all'aperto a mezz'ombra, ma non la si deve esporre a temperature superiori a 28 °C. Non richiede abbondanti annaffiature ad esclusione del periodo estivo, quando gradisce anche regolari spruzzature sulle foglie.
Richiede fertilizzante liquido due volte al mese nella bella stagione.

Per il rapido sviluppo delle radici tuberose si rinvasa alla fine dell'inverno con terriccio universale arricchito di torba e sabbia in parti uguali e ben drenato, lasciando uno spazio sufficiente alla crescita delle radici.
La moltiplicazione avviene con la semina in primavera oppure con talea dei ciuffetti di foglie che si sviluppano sugli scapi floreali dei fusti penduli che vanno posti in vasetto o vaso di vetro pieno d'acqua quando hanno già sviluppato le radichette. Un altro sistema di moltiplicazione è quello per propaggine, da fare in primavera-estate, dei medesimi ciuffetti. In autunno si possono creare nuove piante attraverso la suddivisione dei cespi.

## Avversità
- Carenze idriche, scarse concimazioni o luce solare diretta intensa provocano l'imbrunimento degli apici fogliari.
- Eccesso d'acqua provoca marciumi radicali, soprattutto nei mesi invernali, quando la pianta attraversa un periodo di quiescenza.
- Attacchi di ragnetto rosso (acaro), che vive sulle pagine inferiori delle foglie, provocano macchiette giallastre col tempo confluenti che possono invadere e scolorire tutta la foglia.
- A volte subisce attacchi di cocciniglie.